# Oscar Pedroso Horta
Oscar Pedroso Horta (São Paulo, 7 de março de 1908 – São Paulo, 16 de novembro de 1975) foi um jornalista, advogado e político brasileiro.

## Dados biográficos
Filho de Agostinho Horta e de Isolina Pedroso Horta. Aluno da Faculdade de Direito da Universidade de São Paulo trabalhou no Diário da Noite e em O Estado de S. Paulo com o fito de custear seus estudos. Simpatizante de Getúlio Vargas foi partidário da Revolução de 1930 e ocupou nos dois primeiros anos dela a diretoria da Guarda Civil e a delegacia de trânsito do estado graduando-se em Direito no mesmo ano e paralelo à advocacia vinculou-se ao PSP de Ademar de Barros, com quem romperia para apoiar Jânio Quadros na eleição para governador em 1954.
Presidente da Companhia Municipal de Transportes Coletivos nas administrações de Lino de Matos e Vladimir de Toledo Piza deixou o cargo em 1957 quando foi derrotado por Ademar de Barros ao disputar a prefeitura de São Paulo. Nomeado Secretário de Justiça no Governo Jânio Quadros foi Ministro da Justiça quando este assumiu a Presidência da República após a vitória na eleição presidencial de 1960 retornando às atividades profissionais após a renúncia do presidente sendo, inclusive, advogado do mesmo.
Com a vitória do Regime Militar de 1964 foi imposto o bipartidarismo e Oscar Pedroso Horta filiou-se ao MDB e foi eleito deputado federal por São Paulo em 1966 e 1970 sendo eleito líder da bancada, todavia afastou-se do mandato em 1972 por causa de uma isquemia cerebral.